# Хёфле, Герман
Герман Маттхойз Иоганн Хёфле (нем. Hermann Matthäus Johann Höfle; 12 сентября 1898, Аугсбург, Германская империя — 9 декабря 1947, Братислава, Чехословакия) — обергруппенфюрер СС, генерал войск СС и полиции, высший руководитель СС и полиции в Словакии.

## Биография
Герман Хёфле родился 12 сентября 1898 года в семье почтового служащего. После сдачи досрочного экзамена на аттестат зрелости в 1916 году принял участие в качестве члена 8-го баварского пехотного полка «Великий герцог Баденский Фридрих II, а позже в качестве авиационного наблюдателя, в Первой мировой войне. После войны принадлежал к добровольческому корпусу Эппа и военному объединению «Рейхскригсфлаге». 9 ноября 1923 года участвовал в Гитлеровском путче. С 1920 и до конца июля 1934 года в качестве офицера служил в рейхсвере, покинув его в звании майора запаса. В 1931 году сдал экзамен на переводчика испанского языка. Ещё во время его службы в рейхсвере 9 ноября 1933 года в составе Штурмовых отрядов (СА) ему было присвоено звание штандартенфюрера.
С конца августа 1934 по январь 1937 года был начальником национал-социалистического механизированного корпуса (НСКК) в Мюнхене. С августа 1937 года являлся инспектором по подготовке руководства корпуса. Во время Вторая мировая война руководил моторизованной обергруппой «Восток». Кроме того, Хёфле возглавлял транспортные компании, принадлежавшие к НСКК.
1 мая 1937 года вступил в НСДАП (билет № 3924970). В июле 1943 года по просьбе Генриха Гиммлера присоединился к СС (№ 463093). С середины 1943 по начала октября 1944 года был высшем руководителем СС и полиции «Центр» со штаб-квартирой в Брауншвейге. С конца сентября 1944 и по начало мая 1945 года был высшем руководителем СС и полиции в Словакии. Хёфле отвечал за подавление Словацкого национального восстания осенью 1944 года.
После войны вместе с Ганнсом Лудином ему было предъявлено обвинение, потом он был приговорён к смертной казни и 9 декабря 1947 года повешен в Братиславе. В литературе также содержатся данные, что он умер 3 декабря 1947 года в заключении.

## Награды
- Железный крест 2-го и 1-го класса (королевство Пруссия)
- Орден «За военные заслуги» 4-го класса с мечами (королевство Бавария)
- Орден Крови (9 ноября 1933 (Nr. 1491))
- Почётный крест Первой мировой войны 1914/1918 с мечами
- Испанский крест в бронзе
- Пряжка к Железному кресту 2-го и 1-го класса
- Крест «За военные заслуги» (1939) 2-го и 1-го класса с мечами

## Семья
В 1925 году Хёфле женился и стал отцом двух дочерей. Его старшая дочь Хельга (род. 1929) эмигрировала после войны в Новую Зеландию и опубликовала там под именем Хельга Тишенко свою книгу воспоминаний Клубники с фюрером. Путешествие из Третьего рейха в Новую Зеландию (2000).